# Бурзанович, Игор
Игор Бурзанович (черног. Игор Бурзановић; 25 августа 1985, Титоград) — черногорский футболист, полузащитник. Профессиональную карьеру начал в Будучност из Подгорицы в 2004 году. В 2007 году перешёл в сербскую команду Црвена Звезда. С командой заключил контракт на три года, но в 2009 году был в аренде  у Будучност. В 2014 году подписал контракт с казахстанским клубом «Иртыш».
24 марта 2007 года дебютировал за национальную сборную против команды Венгрии, где забил одни гол.

## Достижения

### Командные
- Чемпион Сербии: 2006/07
- Обладатель Кубка Сербии: 2006/07
- Чемпион Японии: 2010
- Обладатель Суперкубка Японии: 2011